# Gare de Nishi-Funabashi
La gare de Nishi-Funabashi (西船橋駅, Nishi-Funabashi-eki) est une gare ferroviaire de la ville de Funabashi, dans la préfecture de Chiba au Japon. Elle est desservie par les trains de la compagnie JR East, du Tokyo Metro et de la Toyo Rapid Railway.

## Situation ferroviaire
La gare de Nishi-Funabashi est située au point kilométrique (PK) 41,6 de la ligne Chūō-Sōbu. Elle marque la fin des lignes Tōzai et Musashino, et le début de la ligne Tōyō Rapid.

## Histoire
La gare a été inaugurée le 10 novembre 1958.

## Services aux voyageurs

Plan des voies 1 à 8

### Accès et accueil
La gare dispose d'un bâtiment voyageurs, avec guichet, ouvert tous les jours.

### Desserte

#### JR East
- JB Ligne Chūō-Sōbu :
  - voies 1 et 2 : direction Chiba
  - voies 3 et 4 : direction Shinjuku et Mitaka
- JM Ligne Musashino :
  - voies 9 et 10 : direction Fuchū-Hommachi
  - voies 11 et 12 : direction Minami-Funabashi (interconnexion avec la ligne Keiyō pour Kaihin-Makuhari) ou Ichikawa-Shiohama (interconnexion avec la ligne Keiyō pour Tokyo)

#### Tōyō Rapid Railway
- Ligne Tōyō Rapid :
  - voies 5 et 6 : direction Tōyō-Katsutadai

#### Tokyo Metro
- T Ligne Tōzai :
  - voies 6 à 8 : direction Ōtemachi et Nakano (interconnexion avec la ligne Chūō-Sōbu pour Mitaka)